# Simon Kainzwaldner
Simon Kainzwaldner (Bolzano, 24 de febrero de 1994) es un deportista italiano que compite en luge en la modalidad doble.
Ganó una medalla de plata en el Campeonato Mundial de Luge de 2020 y dos medallas de bronce en el Campeonato Europeo de Luge, en los años 2023 y 2024.
Participó en los Juegos Olímpicos de Pekín 2022, ocupando el quinto lugar por equipo y el sexto en la prueba doble.

## Palmarés internacional
| Campeonato Mundial | Campeonato Mundial | Campeonato Mundial | Campeonato Mundial |
| Año                | Lugar              | Medalla            | Prueba             |
| ------------------ | ------------------ | ------------------ | ------------------ |
| 2020               | Sochi (Rusia)      | Medalla de plata   | Doble (velocidad)  |
| Campeonato Europeo |                    |                    |                    |
| Año                | Lugar              | Medalla            | Prueba             |
| 2023               | Sigulda (Letonia)  | Medalla de bronce  | Equipo             |
| 2024               | Igls (Austria)     | Medalla de bronce  | Equipo             |